# 邵初
邵初（英語：Kristy Shaw，1994年5月4日—），香港女藝人，《2021香港小姐競選》季軍暨友誼小姐，現為無綫電視經理人合約藝員。

## 簡歷
邵初為中越混血兒，於英國杜倫大學畢業。
2021年，邵初參選《2021香港小姐競選》並獲得季軍、友誼小姐，其後簽約無綫電視成為旗下經理人合約藝員。

## 演出作品

### 電視劇
| 首播       | 劇名              | 角色            |
| 無綫電視   |                   |                 |
| 2024年至今 | 愛·回家之開心速遞 | 湯令上 (Minnie) |
| 2024年     | 巾幗梟雄之懸崖    | 周娜娜          |

### 綜藝節目
| 首播     | 節目名                                           |
| 無綫電視 |                                                  |
| 2021年   | 2021香港小姐競選決賽                             |
| 2021年   | 善心滿載仁愛堂                                   |
| 2021年   | 萬千星輝賀台慶                                   |
| 2021年   | 星光熠熠耀保良                                   |
| 2021年   | 識貨2                                            |
| 2022年   | 萬千星輝頒獎典禮2021                             |
| 2022年   | 新春開運王                                       |
| 2022年   | 恭喜發財好運來                                   |
| 2022年   | 思家大戰                                         |
| 2023年   | 濠玩夏水禮                                       |
| 2023年   | 獎門人Happy Summer感謝祭                         |
| 2023年   | 香港同胞慶祝中華人民共和國成立七十四周年文藝晚會 |

### 主持節目
| 首播     | 節目名   | 備註           |
| 無綫電視 |          |                |
| 2022年   | 北京冬奧 | 主持之一（J2） |

## 曾獲獎項及提名
| 年份   | 獎項                                   | 結果 |
| 2021年 | 2021年度香港小姐競選 季軍              | 獲獎 |
| 2021年 | 2021年度香港小姐競選 友誼小姐          | 獲獎 |
| 2021年 | 2021年度香港小姐競選 Beauty Story大獎  | 獲獎 |
| 2022年 | 萬千星輝頒獎典禮2022「飛躍進步女藝員」 | 提名 |

## 外部連結
- 邵初的Instagram帳戶
- Kristy邵初的新浪微博
- 2021香港小姐競選佳麗檔案 - 14號 邵初 Kristy Shaw （页面存档备份，存于）

| 前任： 郭柏妍 | 香港小姐競選季軍 2021年 | 繼任： 梁超怡 |

| 前任： 鄺美璇 | 香港小姐競選友誼小姐 2021年 | 繼任： 邢慧敏（友誼小姐） 許子萱（國際親善小姐） |